# 六氟锗酸锂
六氟锗酸锂是一种无机化合物，化学式为Li2GeF6。它会形成易潮解的灰白色固体粉末。当它暴露于水分时，它很容易水解，释出氟化氢和四氟化锗气体。

## 反应和应用
六氟锗酸锂可溶于氟化氢溶液，生成氟化锂沉淀。
它可以用作二氧硫化钆烧结中的致密化助剂，以及锂离子电池电解液中的锂盐添加剂。